# 頭角木葉鰈
頭角木葉鰈為輻鰭魚綱鰈形目鰈亞目鰈科的其中一種，亞熱帶海水魚，分布於中太平洋東部美國加州中部至墨西哥加利福尼亞灣海域，棲息深度9-200公尺，體長可達37公分，棲息在底層水域，生活習性不明。

## 扩展阅读
維基物種上的相關：頭角木葉鰈